# جون هولاند (ممثل)
جون هولاند (بالإنجليزية: John Holland)‏ هو ممثل أمريكي، ولد في 16 مايو 1908 بفريمونت في الولايات المتحدة، وتوفي في 21 مايو 1993 في الولايات المتحدة.

## أعمال

### أفلام
- (1974) الحي الصيني

## وصلات خارجية
- جون هولاند على موقع IMDb (الإنجليزية)
- جون هولاند على موقع ألو سيني (الفرنسية)
- جون هولاند على موقع أول موفي (الإنجليزية)
- جون هولاند على موقع قاعدة بيانات برودواي على الإنترنت (الإنجليزية)
- جون هولاند على موقع قاعدة بيانات الأفلام السويدية (السويدية)
- جون هولاند على موقع قاعدة بيانات الفيلم (الإنجليزية)
- جون هولاند على موقع كينوبويسك (الروسية)